# 国道334号
国道334号（こくどう334ごう）は、北海道目梨郡羅臼町から網走郡美幌町に至る一般国道である。

## 概要
目梨郡羅臼町湯の沢から斜里郡斜里町字岩尾別道道交点延長23.8 kmの区間は、通称「知床横断道路」とよばれ、毎年11月上旬から翌年ゴールデンウィーク前後までの冬期間は閉鎖される。ただし、天候や除雪作業の進捗状況により通行止め期間が延長される場合もある。
網走郡美幌町から斜里郡斜里町までの区間は、1993年（平成5年）の道道編入以前からの通称「美斜線（びしゃせん）」が現在でもよく用いられる。

### 路線データ

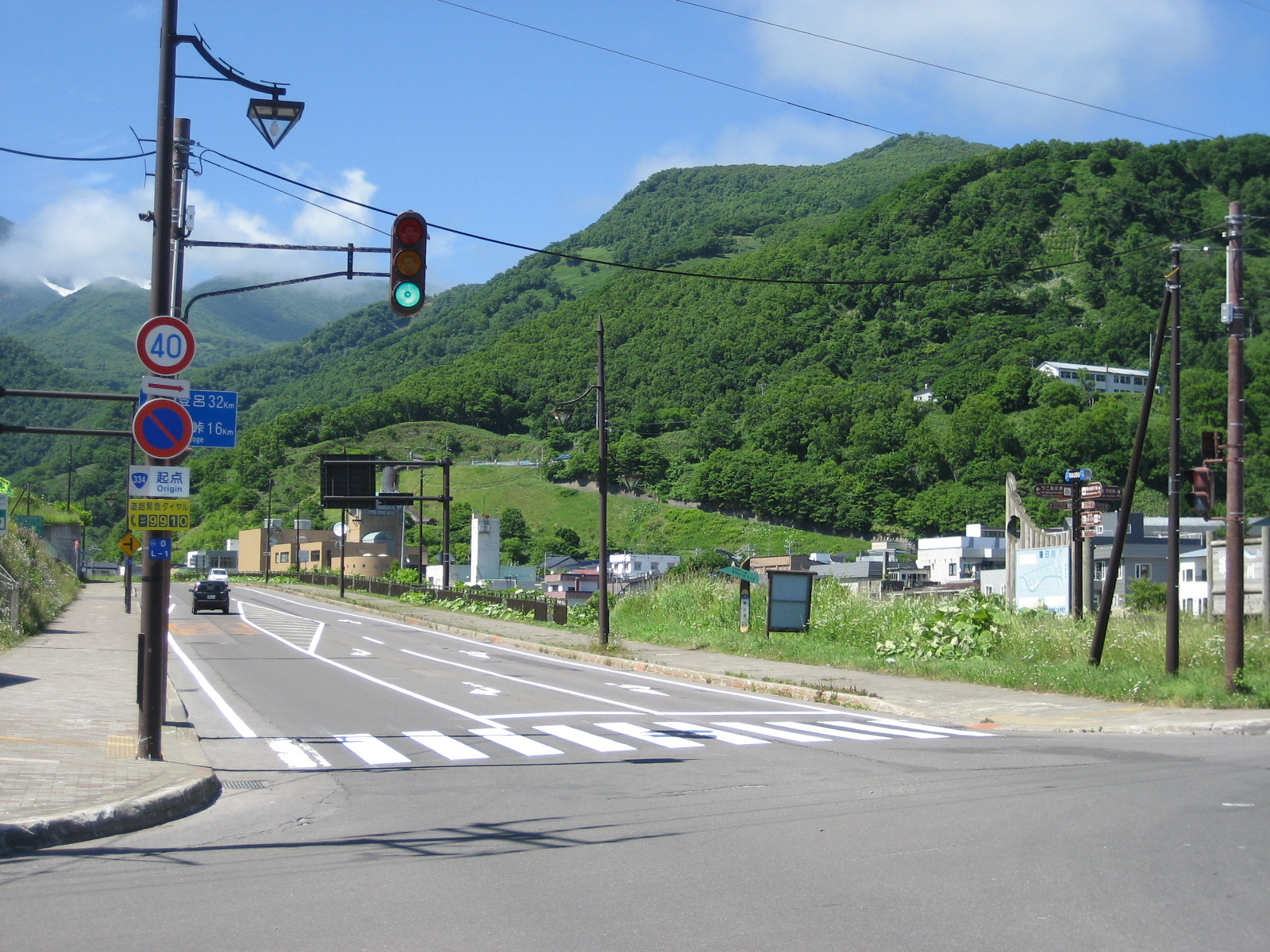
起点の様子

一般国道の路線を指定する政令に基づく起終点および重要な経過地は次のとおり。
- 起点：北海道目梨郡羅臼町（本町36番1、国道335号交点）
- 終点：北海道網走郡美幌町（字報徳77番8、国道39号・国道240号・国道243号交点）
- 重要な経過地：北海道斜里郡斜里町、同郡小清水町
- 総延長 : 122.4 km（重用延長を含む。）[4][注釈 2]
- 重用延長 : 1.7 km[4][注釈 2]
- 未供用延長 : なし[4][注釈 2]
- 実延長 : 120.7 km[4][注釈 2]
  - 現道 : 120.7 km[4][注釈 2]
  - 旧道 : なし[4][注釈 2]
  - 新道 : なし[4][注釈 2]
- 指定区間：全線[5]

### 所管
- 北海道開発局釧路開発建設部
  - 中標津道路事務所：羅臼町本町（起点） - 羅臼町・斜里町界
- 北海道開発局網走開発建設部
  - 網走道路事務所：羅臼町・斜里町界 - 美幌町報徳（終点）

## 歴史
- 1975年（昭和50年）4月1日 - 一般国道334号（北海道目梨郡羅臼町 - 北海道斜里郡斜里町）

目梨郡羅臼町 - 斜里郡斜里町遠音別村は道道744号宇登呂羅臼線から、斜里郡斜里町遠音別村 - 斜里郡斜里町は道道619号知床公園斜里線の一部から昇格。道道619号知床公園斜里線の残り区間は、道道891号斜里停車場線、道道892号知床公園線となった。
- 1980年（昭和55年） - 知床峠をはじめとする全線が開通[6][7]。
- 1993年（平成5年）4月1日 - 北海道道269号美幌斜里線を編入し、延長（北海道目梨郡羅臼町 - 北海道網走郡美幌町）。

## 路線状況

### 別名
- 知床横断道路

ウトロ - 羅臼間を結ぶ延長約27 km区間で、知床半島を横断できる唯一の道路である。ウトロ側は全線を通して中高速カーブが続き、道路幅にゆとりがある。羅臼側はヘアピンカーブなどの急カーブが連続する道路で、短い距離で標高差を詰めるのが特徴である。冬季閉鎖され、10月下旬から4月下旬まで通行することは出きない。1963年（昭和38年）から18年の歳月と巨額の費用をかけて道路建設が行われ、1980年（昭和55年）に開通した。周囲は知床国立公園の手つかずの自然が広がるところで、最高地点の知床峠からは、天候が良ければ眼前に羅臼岳、遠望に国後島やオホーツク海を望むことができる。
- 知床国道

ウトロ - 斜里 - 小清水 - 美幌間の東西に延びる区間の別名。東端のウトロ側は、知床横断道路と北海道道93号知床公園線と交差接続する。

### 重複区間
- 国道244号（斜里郡斜里町豊倉・東五線交点 - 斜里郡斜里町豊倉・豊倉交点）

### 道路施設

#### トンネル
- ウトロトンネル（378 m）
- オシンコシントンネル（449.8 m）

#### 道の駅
- オホーツク総合振興局
  - うとろ・シリエトク（斜里郡斜里町）

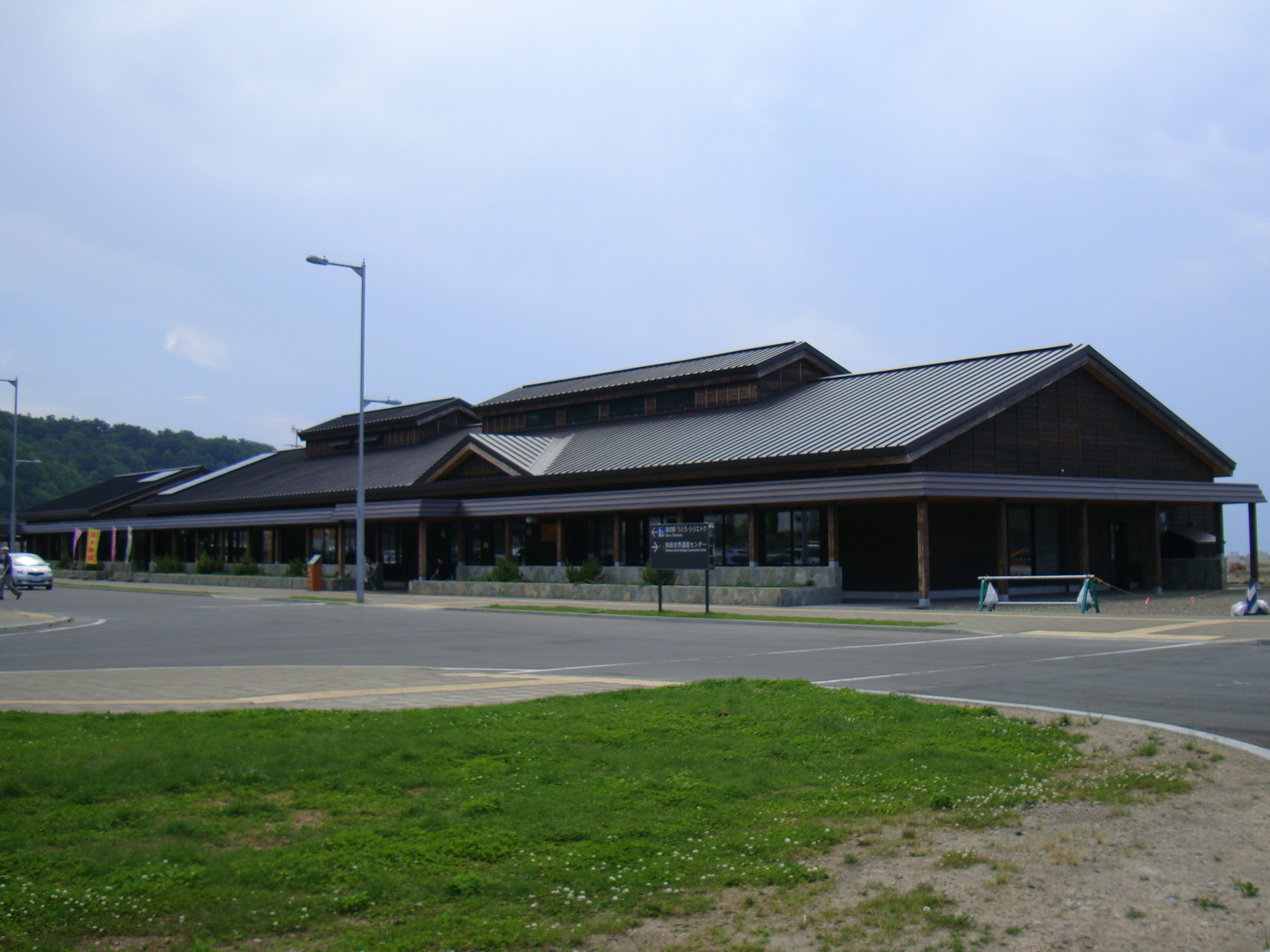
道の駅うとろ・シリエトク

  - ノンキーランド ひがしもこと（網走郡大空町）

## 地理
2005年に世界自然遺産に登録された知床半島を通り、エゾヒグマやエゾシカやキタキツネなど多くの野生動物が生息し、知床国立公園内の手つかずの自然は日本最後の秘境ともいわれる。
知床峠を境に羅臼方面は、ワインディングロードの連続する森林地帯で、見返り峠付近からオホーツク海に浮かぶ北方領土の国後島をパノラマで望むことができる。知床峠の道路わきに駐車場があり、天候が良ければ眼前に迫る羅臼岳や、オホーツク海、国後島が見える展望台となっている。ウトロ側は直線が続く道路で、小清水以西はアップダウンとカーブを幾度も繰り返して丘陵を越える。小清水から斜里にかけてもアップダウンを繰り返し丘陵を越えるが、線形はほぼ一直線である。

### 通過する自治体
- 北海道
  - 根室振興局
    - 目梨郡羅臼町

  - オホーツク総合振興局
    - 斜里郡斜里町 - 斜里郡清里町 - 斜里郡小清水町 - 網走市 - 網走郡大空町 - 網走郡美幌町

### 交差する道路
根室振興局
目梨郡羅臼町
- 国道335号・北海道道87号知床公園羅臼線：本町（起点）

オホーツク総合振興局
斜里郡斜里町
- 北海道道93号知床公園線：遠音別村
- 国道244号・北海道道92号斜里停車場線：豊倉（東五線交点）
- 国道244号・北海道道802号斜里港線：豊倉（豊倉交点）
- 北海道道1000号富士川上線・北海道道1115号摩周湖斜里線：川上

斜里郡小清水町
- 北海道道250号清里止別線：東野
- 国道391号：美和
- 北海道道246号小清水女満別線：小清水

網走市
- 北海道道467号栄浜小清水線 : 栄

網走郡大空町
- 北海道道767号明生北浜線：東藻琴明生
- 北海道道102号網走川湯線：東藻琴中央区
- 北海道道249号福住女満別線：女満別開陽

網走郡美幌町
- 国道39号：報徳（終点）

### 沿線
- 羅臼温泉（目梨郡羅臼町）

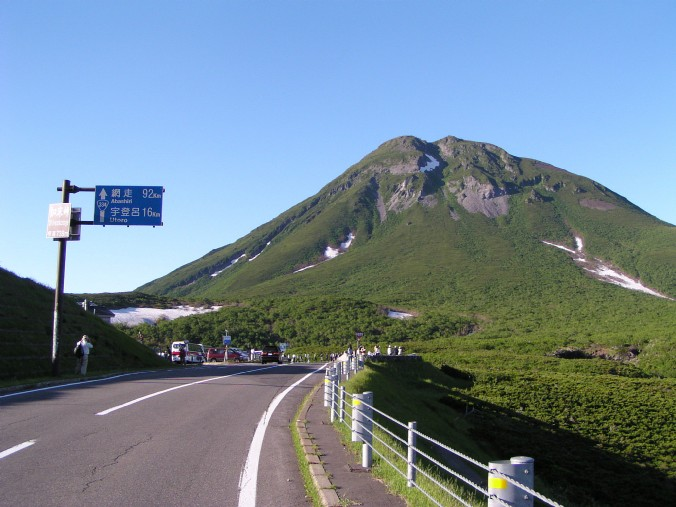
国道334号（知床峠、2005年7月撮影）

- 知床峠（目梨郡羅臼町・斜里郡斜里町 境界）
- 羅臼岳（同上）
- ウトロ温泉（斜里郡斜里町）
- オシンコシンの滝（斜里郡斜里町）
- 陸上自衛隊美幌駐屯地（網走郡美幌町字田中）